# Salsoleae
Salsoleae je tribus štirovki, dio potporodice Salsoloideae. Na popisu su 22 roda
Ime je došlo po rodu solnjača (Salsola), iz Euroazije, sjeverne Afrike i Australije; u Hrvatskoj iz toga roda raste sodna (Salsola soda), dok je bodljikava solnjača (Salsola kali) sinonim za Kali turgidum

## Rodovi
1. Sympegma Bunge (2 spp.)
2. Kali Mill. (21 spp.)
3. Traganum Delile (2 spp.)
4. Traganopsis Maire & Wilczek (1 sp.)
5. Xylosalsola Tzvelev (6 spp.)
6. Turania Akhani & Roalson (4 spp.)
7. Halothamnus Jaub. & Spach (19 spp.)
8. Oreosalsola Akhani (10 spp.)
9. Collinosalsola Akhani & Roalson (2 spp.)
10. Rhaphidophyton Iljin (1 sp.)
11. Noaea Moq. (4 spp.)
12. Salsola L. (33 spp.)
13. Canarosalsola Akhani & Roalson (1 sp.)
14. Arthrophytum Schrenk (9 spp.)
15. Haloxylon Bunge (16 spp.)
16. Halogeton C. A. Mey. (6 spp.)
17. Cyathobasis Aellen (1 sp.)
18. Girgensohnia Fenzl (5 spp.)
19. Horaninowia Fisch. & C. A. Mey. (6 spp.)
20. Cornulaca Delile (7 spp.)
21. Nucularia Batt. (1 sp.)
22. Anabasis L. (30 spp.)